# Pantomallus piruatinga
Pantomallus piruatinga es una especie de escarabajo del género Pantomallus, tribu Eburiini, subfamilia Cerambycinae. Fue descrita científicamente por Martins en 1997.
La especie se mantiene activa durante los meses de julio, agosto y septiembre.

## Descripción
Mide 12,5-23,3 milímetros de longitud.

## Distribución
Se distribuye por Brasil.